# عيد الميلاد الأسود (فلم 1974)
عيد الميلاد الأسود (فرنسية كندية: Noël tragique)، عنوانه الأصلي في الولايات المتحدة باسم (بالإنجليزية: Silent Night, Evil Night) هو فيلم تقطيع كندي أنتجه وأخرجه بوب كلارك عام 1974، وكتبه روي موري. والفيلم من بطولة أوليفيا هاوسي وكير دوليا ومارجوت كيدر وأندريا مارتن وماريان والدمان ولين غريفين وجون ساكسون. تعرض القصة مجموعة من الأخوات النسائيات اللاتي يتلقن مكالمات هاتفية تهديدية ويتم ملاحقتهم وقتلهم على يد قاتل مختل خلال موسم عيد الميلاد. ويُعد هذا الفيلم الأول في سلسلة عيد الميلاد الأسود.

## روابط خارجية
- عيد الميلاد الأسود على موقع IMDb (الإنجليزية)
- عيد الميلاد الأسود على موقع روتن توميتوز (الإنجليزية)
- عيد الميلاد الأسود على موقع ألو سيني (الفرنسية)
- عيد الميلاد الأسود على موقع Turner Classic Movies (الإنجليزية)
- عيد الميلاد الأسود على موقع أول موفي (الإنجليزية)
- عيد الميلاد الأسود على موقع بوكس أوفيس موجو (الإنجليزية)
- عيد الميلاد الأسود على موقع فيلمافينيتي (الإسبانية)
- عيد الميلاد الأسود على موقع قاعدة بيانات الأفلام السويدية (السويدية)
- عيد الميلاد الأسود على موقع قاعدة بيانات الفيلم (الإنجليزية)
- عيد الميلاد الأسود على موقع ليتربوكسد (الإنجليزية)